# Grotte de Villars
Pour les articles homonymes, voir Villars.
 (octobre 2023).
La grotte de Villars, ou grotte préhistorique du Cluzeau, fut découverte en 1953 sur le site dit le Cluzeau, en bordure du ruisseau de l'Étang-Rompu, sur la commune de Villars, en Dordogne.

## Géologie
La grotte s'ouvre dans les calcaires oolithiques du Bajocien inférieur (Jurassique).

## Spéléométrie
Le développement de la grotte, qui représentait environ 9 000 m en 2004, s'est depuis étendu jusqu'à 13 000 m[source insuffisante].

## Peintures pariétales
On a découvert à partir de 1958 des peintures paléolithiques, exécutées à l'oxyde de manganèse, telles que "le petit cheval bleu". Leur style les rapproche des peintures de la grotte de Lascaux et du Roc-de-Sers[source insuffisante].

## Protection
La grotte de Villars a été classée monument historique en 1958.

## Tourisme
Les visites débutèrent en 1959.
En 2022, la grotte a attiré 54 000 visiteurs.